# Kautští
Rodina Kautských (německy /Familie/ Kautsky) pocházela z Čech. Pražský český scénograf a krajinář Jan Václav Kautský (něm. Johann Kautsky) se v roce 1863 přestěhoval do Vídně.
Oženil se Minnou Jaichovou, dcerou českého malíře Antona Jaicha. Pocházela ze Štýrského Hradce a byla herečkou a ranou socialistickou spisovatelkou. Manželé měli čtyři děti a z jejich potomstva vzešly několik generací známých osobností (malíři, přírodovědci /paleontologové, chemici, geologové/, politologové a také filmaři.

## Rodokmen (část)
1. Jan Václav Kautský (něm. Johann Kautsky, 1827–1896), scénograf a krajinář, ⚭ Minna Kautsky, roz. Wilhelmine Jaichová (1837–1912), herečka a spisovatelka
  1. Karl Kautsky (1854–1938), filozof a marxististický politik, ⚭ Louise Strasserová (1860–1950, rozvedeni v roce 1888), ⚭ Luise Ronspergerová (1864–1944), politička
    1. Felix Kautsky (14. února 1891, Stuttgart – 3. února 1953, Los Angeles), inženýr, emigroval do USA
      1. John H. Kautsky (5. března 1922, Vídeň – 15. října 2013, St. Louis), politolog
        1. Catherine Kautsky (* 1950), klavíristka a hudební pedagožka

    2. Karl Kautsky (13. ledna 1892 Stuttgart – 15. června 1978, Napa), gynekolog a překladatel, emigroval do USA
    3. Benedikt Kautsky (1894–1960), rakouský spisovatel a politik ⚭ Gerda Brunnová (28. dubna 1895, Vídeň –  14. října 1964 tamtéž), politička a překladatelka
      1. Edith Jakobine Fresco-Kautsky (22. února 1925, Vídeň –  2006), lékařka

  2. Maria Wilhelmine Kautsky (1856, Praha –  4. listopadu 1904[1] nebo 1949[2]) ⚭ [3] Franz Roth (1841–1909), architekt
  3. Fritz Kautsky (1857 – kolem roku 1916), divadelní technik
  4. Hans Josef Wilhelm Kautsky (1864–1937), dvorní divadelní malíř, ⚭ Isabella Maria Kambergerová ⚭ Ilse Töpfertová
    1. Fritz Kautsky (5. března 1890, Vídeň – 2. prosince 1963, Skellefteå), geolog ⚭ Cäcilia Urbanová († 23. prosince 1952), geolog
      1. Gunnar Kautsky (27. ledna 1921, Åbo – 14. října 2002, Danderyd), geolog ⚭ Dora († 1970) ⚭ Stina
        1. Nils Kautsky (* 1948), mořský biolog ⚭ Lena Kautsky, mořská bioložka
        2. Hans „Hasse“ Kautsky (* 1949), mořský biolog
        3. Fritz Kautsky (* 1950), geolog
        4. Ulrik Kautsky (* 1959), biolog

      2. Nils Kautsky (1922-1944)

    2. Hans Wilhelm Kautsky (1891–1966), chemik ⚭ Martha Urbanová (1894, Terst – 1961, Marburg)
      1. Hans Kautsky (20. května 1920, Charlottenburg – 6. dubna 2019, Hamburk), chemik ⚭ Ingeborg Nordwaldová
        1. Hans-Michael Kautsky (* 1953), exportní obchodník
        2. Felix Clemens Kautsky (* 1957), filmař

    3. Grete (Marjeta), provdaná Kruščerová (1892, Vídeň – 1982, Lublaň)
    4. Robert Kautsky (1895–1963), scénograf
    5. Käte Kautsky, provdaná Shiphamová